# Bill Dow

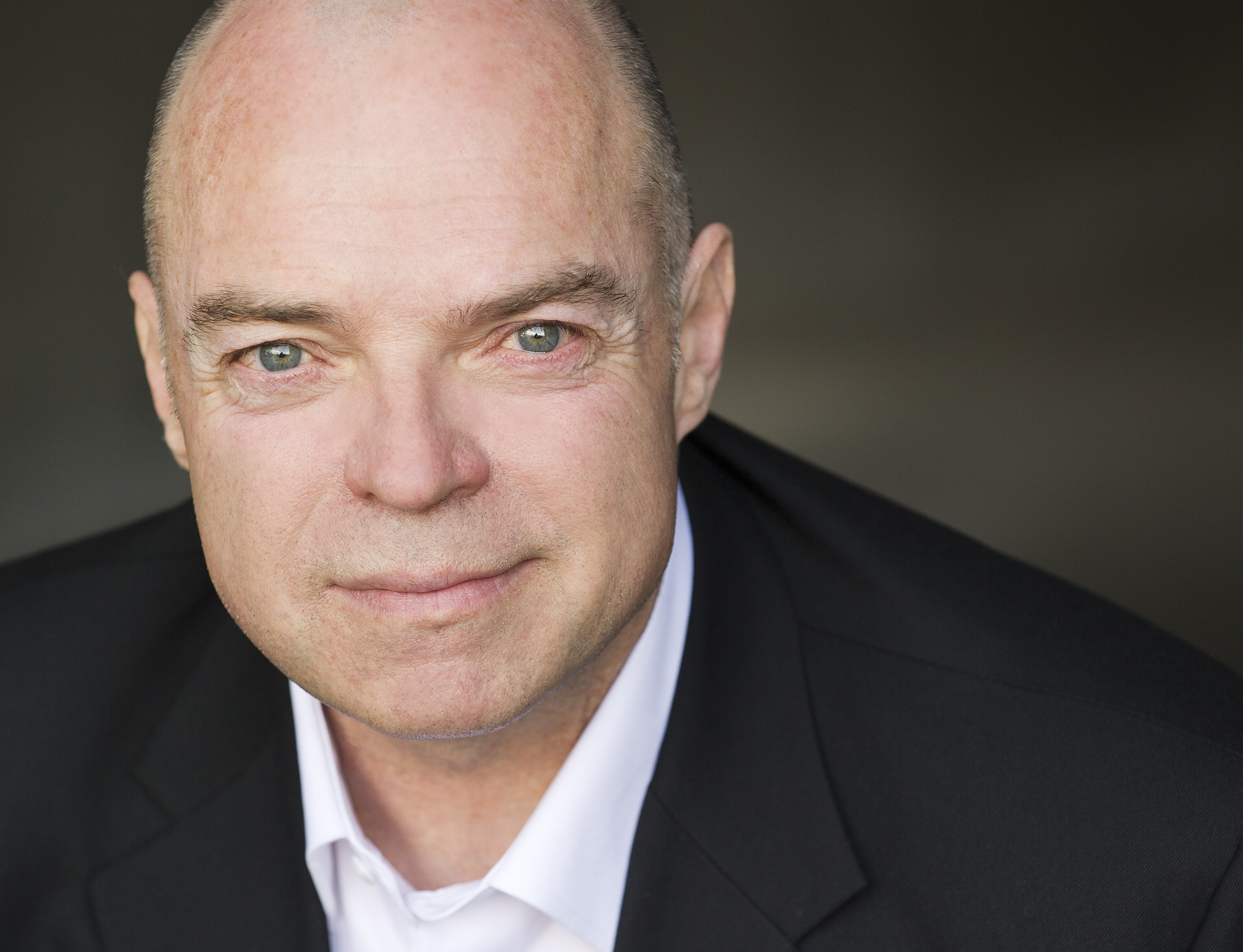
Bill Dow (2012)

William „Bill“ Dow ist ein kanadischer Schauspieler und Synchronsprecher. Einem breiten Publikum wurde er durch seine Darstellung des Bill Lee in Stargate – Kommando SG-1, Stargate Atlantis und Stargate Universe bekannt.

## Leben
2013 machte Dow seinen Ph.D.-Abschluss an der Simon Fraser University in den Fächern Theater und klassischer Mythologie. Er ist mit der Schauspielerin Wendy Noel verheiratet. Die beiden haben zwei gemeinsame Kinder.
Ab Mitte der 1980er Jahre trat er als Fernsehdarsteller erstmals in Erscheinung. Erste kleinere Filmrollen übernahm er Ende der 1980er Jahre in Verraten und Die Fliege 2. 1995 verkörperte er im Thriller Man with a Gun die Rolle des Ed Quigley. 1997 spielte er die Rolle des Alan Prescott im Film Geklont – Babys um jeden Preis. Von 2001 bis 2002 war er in der Fernsehserie Das Geheimnis von Pasadena in der Rolle des Mr. Parkman zu sehen. 2006 stellte Dow die Rolle des Dr. Veet im Katastrophenfernsehfilm Eiskalt wie die Hölle dar. Ab demselben Jahr bis einschließlich 2007 war er als Professor Kern in der Fernsehserie Kyle XY zu sehen. 2011 wirkte er in Ein Jahr vogelfrei! neben weiteren Schauspielergrößen wie Owen Wilson, Jack Black oder Steve Martin mit. Von 2014 bis 2019 spielte er die Rolle des Tom Trevoy in der Fernsehserie Janette Oke: Die Coal Valley Saga.

## Filmografie (Auswahl)
- 1986: Disney-Land (Fernsehserie, Episode 31x02)
- 1986–1987: Danger Bay (Fernsehserie, 6 Episoden)
- 1987: The New Adventures of Beans Baxter (Fernsehserie, Episode 1x12)
- 1987–1991: 21 Jump Street – Tatort Klassenzimmer (21 Jump Street, Fernsehserie, 2 Episoden, verschiedene Rollen)
- 1988: Verraten (Betrayed)
- 1988–1991: MacGyver (Fernsehserie, 2 Episoden, verschiedene Rollen)
- 1989: Die Fliege 2 (The Fly II)
- 1989: Die Lady ohne Erinnerung (The Lady Forgets, Fernsehfilm)
- 1991: Tödliche Absichten (Deadly Intentions... Again?, Fernsehfilm)
- 1991: Nur die See kennt die Wahrheit (And the Sea Will Tell, Fernsehfilm)
- 1991: Our Shining Moment (Fernsehfilm)
- 1992: Der Schwarze Tod (Dead Ahead: The Exxon Valdez Disaster, Fernsehfilm)
- 1992–1995: Der Polizeichef – Eis im Blut (The Commish, Fernsehserie, 4 Episoden, verschiedene Rollen)
- 1993: Herz in Fesseln (Without a Kiss Goodbye, Fernsehfilm)
- 1993: Die Geschichte einer Jugend (This Boy's Life)
- 1993: Cool Runnings – Dabei sein ist alles (Cool Runnings)
- 1993: Highlander (Fernsehserie, Episode 2x10)
- 1993–2018: Akte X – Die unheimlichen Fälle des FBI (The X-Files, Fernsehserie, 9 Episoden, verschiedene Rollen)
- 1994: Entscheidung des Herzens (Seasons of the Heart, Fernsehfilm)
- 1994: André – Die kleine Robbe (Andre)
- 1994: Robins Club (Fernsehserie, 3 Episoden)
- 1995: The Omen (Fernsehfilm)
- 1995: Strange Luck – Dem Zufall auf der Spur (Strange Luck, Fernsehserie, Episode 1x03)
- 1995: Der Marshal (The Marshal, Fernsehserie, 2 Episoden)
- 1995: Man with a Gun
- 1996: Mein liebster Feind (Big Bully)
- 1996: Gejagt – Das zweite Gesicht (Two, Fernsehserie, Episode 1x05)
- 1996: Madison (Fernsehserie, Episode 4x02)
- 1997: Contagious (Fernsehfilm)
- 1997: Nightscream – Schrecken der Nacht (NightScream, Fernsehfilm)
- 1997: Das große Zittern (Jitters, Fernsehfilm)
- 1997: Verheiratet mit einem Fremden (Married to a Stranger, Fernsehfilm)
- 1997: Geklont – Babys um jeden Preis (Cloned, Fernsehfilm)
- 1997: Super Dave's All Stars (Fernsehserie)
- 1997: Die Mounties von Lynx River (North of 60, Fernsehserie, Episode 6x07)
- 1997: Mr. Magoo
- 1997–1998: Outer Limits – Die unbekannte Dimension (The Outer Limits, Fernsehserie, 2 Episoden, verschiedene Rollen)
- 1998: Der Sentinel – Im Auge des Jägers (The Sentinel, Fernsehserie, Episode 3x21)
- 1998: Courage – Der Mut einer Frau (The Color of Courage, Fernsehfilm)
- 1998–1999: Millennium – Fürchte deinen Nächsten wie Dich selbst (Millennium, Fernsehserie, 2 Episoden, verschiedene Rollen)
- 1999: Denver P.D. – Killer Woman (The Arrangement)
- 1999: Das Netz – Todesfalle Internet (The Net, Fernsehserie, Episode 1x15)
- 1999: Viper (Fernsehserie, Episode 4x14)
- 1999: Flieg ins Licht, Maryann (A Song from the Heart, Fernsehfilm)
- 1999–2000: Nothing Too Good for a Cowboy (Fernsehserie, 4 Episoden)
- 2000: Seven Days – Das Tor zur Zeit (Seven Days, Fernsehserie, Episode 2x17)
- 2000: Suspicious River – Fatale Berührung (Suspicious River)
- 2000: My 5 Wives
- 2000: Scorn (Fernsehfilm)
- 2000: Chain of Fools
- 2000: 2gether (2gether: The Series, Fernsehserie, Episode 1x09)
- 2001: Auf kalter Spur (Cold Squad, Fernsehserie, Episode 4x13)
- 2001: Spot
- 2001: The Chris Isaak Show (Fernsehserie, Episode 1x05)
- 2001: Black River (Fernsehfilm)
- 2001: Special Unit 2 – Die Monsterjäger  (Special Unit 2, Fernsehserie, Episode 2x05)
- 2001–2002: Das Geheimnis von Pasadena (Pasadena, Fernsehserie, 6 Episoden)
- 2001–2007: Stargate – Kommando SG-1 (Stargate SG-1, Fernsehserie, 20 Episoden)
- 2002: Lone Hero
- 2002: Mysterious Ways (Fernsehserie, Episode 2x22)
- 2002: Damaged Care
- 2002: X-Factor: Das Unfassbare (Beyond Belief: Fact or Fiction, Fernsehserie, Episode 4x07)
- 2002: Von Tür zu Tür (Door to Door, Fernsehfilm)
- 2002: Carrie (Fernsehfilm)
- 2002: Just Cause (Fernsehserie, 2 Episoden)
- 2003: Tom Stone (Fernsehserie, Episode 2x09)
- 2003: Betrayed (Fernsehfilm)
- 2003: Moving Malcolm
- 2003: Mayday – Alarm im Cockpit (Air Crash Investigation/Mayday/Air Disaster, Fernsehserie, Episode 1x02)
- 2003: Peacemakers (Fernsehserie, Episode 1x05)
- 2003–2005: Da Vinci’s Inquest (Fernsehserie, 18 Episoden)
- 2004: Behind the Camera: The Unauthorized Story of 'Charlie's Angels' (Fernsehfilm)
- 2004:  Flug 323 – Absturz über Wyoming (NSTB: The Crash of Flight 323, Fernsehfilm)
- 2004: 4400 – Die Rückkehrer (The 4400, Fernsehserie, Episode 1x03)
- 2004: The Days (Fernsehserie, Episode 1x03)
- 2004: Dead Like Me – So gut wie tot (Dead Like Me, Fernsehserie, Episode 2x11)
- 2005: A Perfect Note (Fernsehfilm)
- 2005: Global Frequency (Fernsehfilm)
- 2005–2008: Stargate Atlantis (Stargate: Atlantis, Fernsehserie, 7 Episoden)
- 2006: Meltdown – Days of Destruction (Meltdown, Fernsehfilm)
- 2006: Eiskalt wie die Hölle (Absolute Zero, Fernsehfilm)
- 2006: A Job to Kill For (Fernsehfilm)
- 2006: Die Geheimnisse von Whistler (Whistler, Fernsehserie, Episode 1x11)
- 2006: Masters of Horror (Fernsehserie, Episode 1x03)
- 2006–2007: Kyle XY (Fernsehserie, 5 Episoden)
- 2007: Masters of Science Fiction (Fernsehserie, Episode 2x05)
- 2007: Power Lunch (Kurzfilm)
- 2007: Exes & Ohs (Fernsehserie, 2 Episoden)
- 2008: Robson Arms (Fernsehserie, Episode 3x06)
- 2008: Mothers & Daughters
- 2008: Girlfriend Experience
- 2008: Reaper – Ein teuflischer Job (Reaper, Fernsehserie, Episode 2x08)
- 2009: The Zero Sum
- 2009: Replay (Kurzfilm)
- 2009: Robin Hood: Beyond Sherwood Forest (Beyond Sherwood Forest, Fernsehfilm)
- 2009–2011: Stargate Universe (Fernsehserie, 2 Episoden)
- 2010: The Tortured – Das Gesetz der Vergeltung (The Tortured)
- 2011: The Killing (Fernsehserie, Episode 1x12)
- 2011: Ein Jahr vogelfrei! (The Big Year)
- 2012: Once Upon a Time – Es war einmal … (Once Upon a Time, Fernsehserie, Episode 1x15)
- 2012: HumBug (Kurzfilm)
- 2012: Supernatural (Fernsehserie, Episode 7x17)
- 2014: Arctic Air (Fernsehserie, Episode 3x07)
- 2014: Continuum (Fernsehserie, Episode 3x02)
- 2014: Heavenly Match (Fernsehfilm)
- 2014–2019: Janette Oke: Die Coal Valley Saga (When Calls the Heart, Fernsehserie, 7 Episoden)
- 2015: The Flash (Fernsehserie, Episode 1x13)
- 2015: The Gourmet Detective (Miniserie, Episode 1x15)
- 2015: Cedar Cove – Das Gesetz des Herzens (Cedar Cove, Fernsehserie, Episode 3x01)
- 2015: 12 Rounds 3: Lockdown
- 2015: Autumn Dreams (Fernsehfilm)
- 2016: Shut Eye (Fernsehserie, Episode 1x02)
- 2017: Fixer Upper Mysteries (Fernsehserie, Episode 1x01)
- 2017: Fifty Shades of Grey – Gefährliche Liebe (Fifty Shades Darker)
- 2017: The Humanity Bureau – Flucht aus New America (The Humanity Bureau)
- 2018: Fifty Shades of Grey – Befreite Lust (Fifty Shades Freed)
- 2018: Parallel
- 2018: The Man in the High Castle (Fernsehserie, Episode 3x08)
- 2018: Marrying Father Christmas (Fernsehfilm)
- 2019: The Good Doctor (Fernsehserie, Episode 2x17)
- 2019: Supernatural (Fernsehserie, Episode 14x15)
- 2019: iZombie (Fernsehserie, Episode 5x04)
- 2019: All Summer Long (Fernsehfilm)
- 2021: Trigger Me (Fernsehserie, 4 Episoden)

## Synchronisationen (Auswahl)
- 1997. Making History: Louis Riel and the North-West Rebellion of 1885 (Computerspiel)
- 1999: M.U.G.E.N (Computerspiel)
- 2004: Akte X: Resist or Serve (The X Files: Resist or Serve, Computerspiel)